# Elecciones regionales y municipales de Perú de 2018
Las elecciones regionales y municipales de Perú de 2018 se llevaron a cabo el domingo 7 de octubre de 2018 en todo el Perú para elegir a gobernadores, vicegobernadores y consejeros regionales, así como alcaldes y regidores municipales para el período 2019-2022.
La convocatoria a este proceso electoral se realizó el 10 de enero de 2018. Los elegidos juramentarán y asumirán funciones el 1 de enero de 2019 y su periodo de gestión terminará el 31 de diciembre de 2022.
23 374 975 personas están habilitadas para votar en las elecciones regionales y municipales. En estas elecciones se utilizará el voto electrónico en 21 distritos del país.
En estas elecciones regionales también se ha establecido un aumento en la cantidad de consejerías regionales en todo el país.
Algunas regiones irán a segunda vuelta para definir al ganador. La Oficina Nacional de Procesos Electorales mostró las regiones en donde se desarrollaría una segunda vuelta para definir a sus autoridades en el mes de diciembre: Lima, Piura, Arequipa, Cajamarca, Cusco, Áncash, Huánuco, Ayacucho, Apurímac, Amazonas,  Tacna, Pasco, Tumbes y Madre de Dios. La fecha escogida fue el domingo 9 de diciembre del mismo año, coincidiendo con el referéndum sobre la reforma de la Constitución.

## Sistema electoral

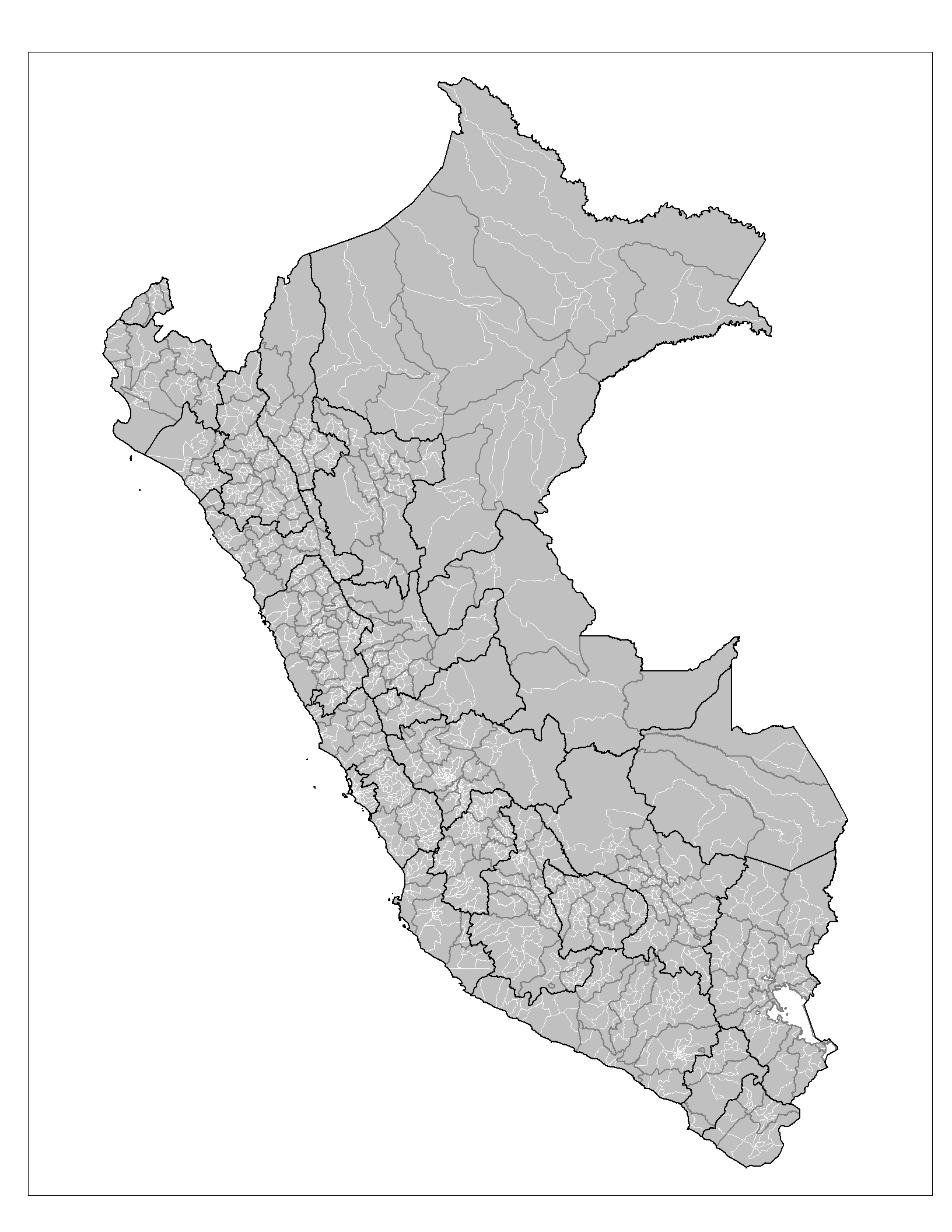
División administrativa del Perú (departamentos, provincias y distritos).

### Generalidades
La República del Perú se divide político‐administrativamente en 24 departamentos, 195 provincias y 1874 distritos. Su administración se encuentra a cargo de los gobernadores regionales, los alcaldes provinciales y los alcaldes distritales, respectivamente. Estos cargos son sometidos a elección popular el primer domingo de octubre, cada cuatro años. El sistema electoral encargado de la organización del proceso está conformado por el Jurado Nacional de Elecciones (JNE), la Oficina Nacional de Procesos Electorales (ONPE) y el Registro Nacional de Identificación y Estado Civil (RENIEC). Los partidos políticos, los movimientos regionales y las listas independientes debidamente inscritos en el Registro de Organizaciones Políticas están habilitados para presentar candidatos.

### Elecciones regionales
Los gobiernos regionales constituyen el órgano administrativo y de gobierno de los departamentos del Perú y la Provincia Constitucional del Callao. Están compuestos por el gobernador regional, el vicegobernador regional y el Consejo Regional.
La votación se realiza en base al sufragio universal, que comprende a todos los ciudadanos nacionales mayores de dieciocho años, empadronados y residentes en cada departamento y en pleno goce de sus derechos políticos.
El gobernador y vicegobernador regional son elegidos por sufragio directo. Para que un candidato sea proclamado ganador debe obtener no menos de 30% de votos válidos. En caso ningún candidato logre ese porcentaje en la primera vuelta electoral, los dos candidatos más votados participan en una segunda vuelta o balotaje. No hay reelección inmediata de gobernadores regionales.
Los consejos regionales están compuestos por entre 7 y 25 consejeros elegidos por sufragio directo para un período de cuatro (4) años. La votación es por lista cerrada y bloqueada. Cada provincia de cada departamento constituye una circunscripción electoral. Se asigna a la lista ganadora los escaños según el método d'Hondt.

### Elecciones municipales
Las municipalidades provinciales y distritales constituyen el órgano administrativo y de gobierno de las provincias y los distritos del Perú. Están compuestas por el alcalde y el concejo municipal (provincial y distrital).
La votación se realiza en base al sufragio universal, que comprende a todos los ciudadanos nacionales mayores de dieciocho años, empadronados y residentes en la provincia o el distrito y en pleno goce de sus derechos políticos, así como a los ciudadanos no nacionales residentes y empadronados en la provincia o el distrito. No hay reelección inmediata de alcaldes.
Los concejos municipales están compuestos por entre 5 y 15 regidores (excepto el de la provincia de Lima, compuesto por 39 regidores) elegidos por sufragio directo para un período de cuatro (4) años, en forma conjunta con la elección del alcalde (quien preside el concejo). La votación es por lista cerrada y bloqueada. Se asigna a la lista ganadora los escaños según el método d'Hondt o la mitad más uno, lo que más le favorezca.

## Antecedentes

### Candidatos
Entre las nuevas reglas que se aplicarán en estas elecciones son la prohibición de candidatos con sentencia firme por terrorismo, violación de la libertad sexual, tráfico ilícito de drogas y corrupción.
Por otra parte, los candidatos podrán postular con domicilio múltiple, como vivir de forma alternada o tener ocupaciones habituales en varios lugares, haber nacido en la circunscripción electoral o domiciliar en ella en los últimos dos años.

### Financiamiento
Estará prohibido el financiamiento a organizaciones políticas por personas condenadas o con prisión preventiva. Además, deberá bancarizarse los montos mayores a S/ 4,150 y se prohibirá los aportes de empresas peruanas o extranjeras.
Por otro lado, se eliminó el reporte de ingresos y gastos durante la campaña electoral.

### Reelección
En marzo de 2015, el Congreso de la República aprobó una ley que prohíbe la reelección inmediata de alcaldes y gobernadores regionales mediante la reforma de los artículos 191, 194 y 203 de la Constitución.

## Organización y cronograma electoral

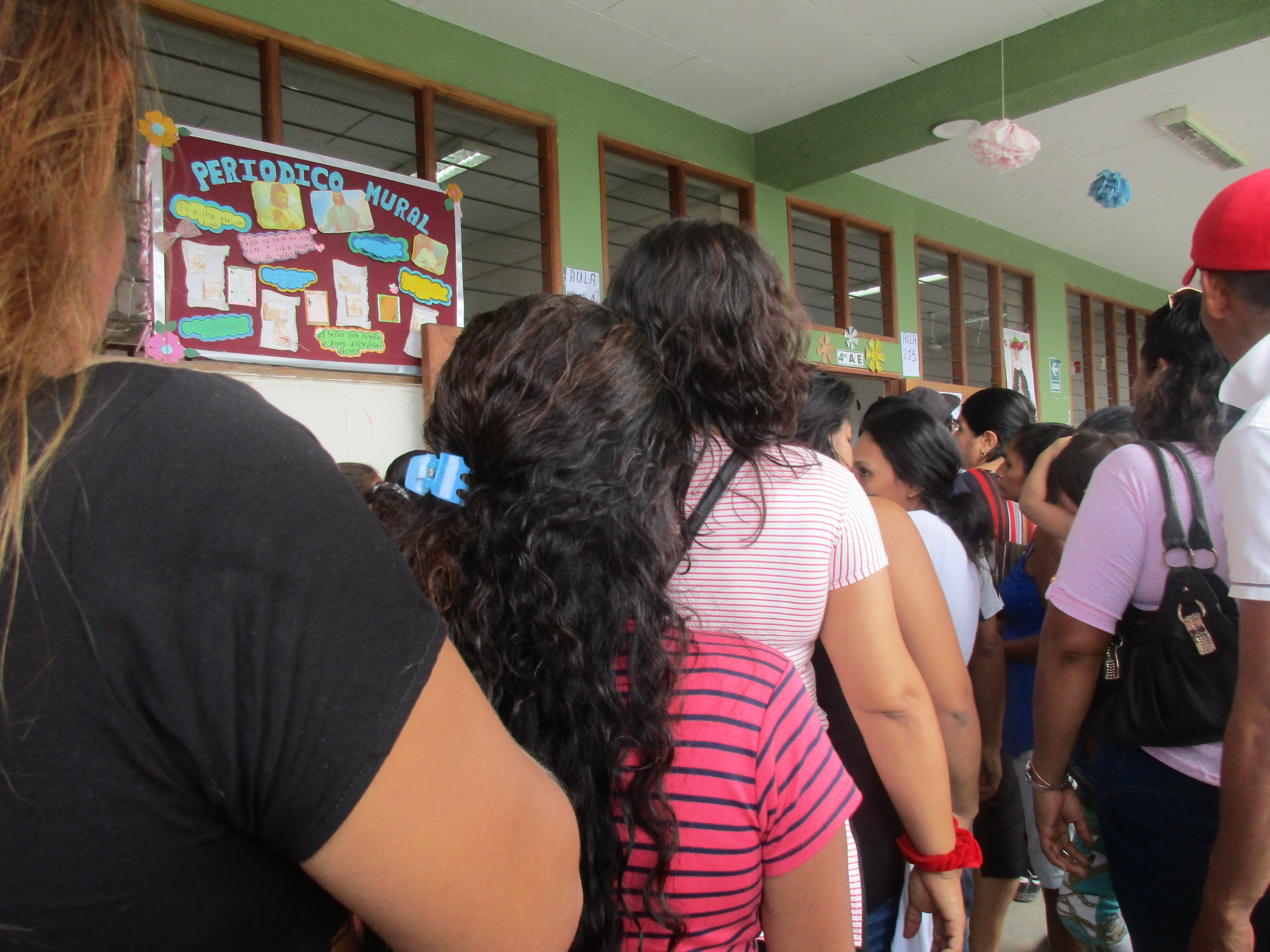
Votantes haciendo su cola en uno de los sitios escogidos para votar en Iquitos.

El cronograma del proceso de electoral de las elecciones regionales y municipales de 2018:
2017
- 9 de julio - Último día de renuncia de afiliados para postular a otra agrupación.
- 7 de octubre – Cierre de la entrega del padrón de afiliados al registro para la publicación.
- 22 de octubre – Cierre del padrón electoral.

2018
- 10 de enero – Último día de la convocatoria a las elecciones regionales y municipales.
- 9 de febrero – Último día de la presentación de la renuncia al Registro de Organizaciones Políticas. Aprobación y remisión del padrón electoral al JNE. Inicio del periodo de inscripción de alianzas electorales.
- 11 de marzo – Cierre de inscripción de las alianzas electorales e inicio de las elecciones internas.
- 25 de mayo – Finaliza la elección de los candidatos.
- 19 de junio – Vencimiento del plazo de inscripción de las listas de candidatos ante el Jurado Electoral Especial.
- 29 de julio – Último día de para sortear los miembros de mesa.
- 8 de agosto - Último día para el retiro de fórmulas y listas o la renuncia de candidatos. Publicación de lista de candidatos.
- 7 de septiembre – Resuelto de tacha y exclusión de candidatos.
- 7 de octubre – Elecciones regionales y municipales del Perú de 2018.
- 9 de diciembre - Segundas elecciones de gobernador y vicegobernador regional.

## Definición de Candidaturas

### Elecciones internas
| Partido                          | Tipo | Fecha                 |
| -------------------------------- | ---- | --------------------- |
| Acción Popular                   |      | 6 de mayo             |
| Somos Perú                       |      | 6 de mayo             |
| Podemos por el Progreso del Perú |      | 12 de mayo 13 de mayo |
| Perú Nación                      |      | 13 de mayo            |
| Democracia Directa               |      | 13 de mayo            |
| Unión por el Perú                |      | 19 de mayo 20 de mayo |
| Todos por el Perú                |      | 19 de mayo 20 de mayo |
| Partido Popular Cristiano        |      | 20 de mayo            |
| Peruanos Por el Kambio           |      | 20 de mayo            |
| Frente Amplio                    |      | 20 de mayo            |
| Partido Aprista Peruano          |      | 20 de mayo            |
| Juntos por el Perú               |      | 20 de mayo            |
| Perú Libertario                  |      | 20 de mayo            |
| Alianza Para el Progreso         |      | 20 de mayo            |

## Partidos y líderes
A continuación se muestra una lista de los principales partidos y alianzas electorales que participan en las elecciones:
| Candidatura | Candidatura | Partidos y alianzas                               | Líderes                    | Líderes                       | Ideología                                                          | Resultado previo | Resultado previo | Resultado previo | Resultado previo |
| Candidatura | Candidatura | Partidos y alianzas                               | Líderes                    | Líderes                       | Ideología                                                          | Votos (%)        | Gob.             | Prov.            | Dist.            |
| ----------- | ----------- | ------------------------------------------------- | -------------------------- | ----------------------------- | ------------------------------------------------------------------ | ---------------- | ---------------- | ---------------- | ---------------- |
|             | SN          | Lista - Solidaridad Nacional (SN)                 |                            | Luis Castañeda Lossio         | Conservadurismo liberal Liberalismo económico                      | 17.73%           | 0                | 2                | 25               |
|             | APRA        | Lista - Partido Aprista Peruano (APRA)            |                            | Alan García Pérez             | Aprismo                                                            | 8.61%            | 0                | 3                | 40               |
|             | APP         | Lista - Alianza para el Progreso (APP)            |                            | César Acuña Peralta           | Liberalismo económico Conservadurismo liberal Populismo de derecha | 7.01%            | 2                | 18               | 138              |
|             | FP          | Lista - Fuerza Popular (FP)                       |                            | Keiko Fujimori Higuchi        | Fujimorismo Conservadurismo social Populismo de derecha            | 4.64%            | 3                | 4                | 79               |
|             | AP          | Lista - Acción Popular (AP)                       |                            | Mesías Guevara Amasifuén      | Partido atrapalotodo                                               | 2.82%            | 0                | 4                | 58               |
|             | SP          | Lista - Somos Perú (SP)                           |                            | Patricia Li Sotelo            | Democracia cristiana Conservadurismo social                        | 2.34%            | 0                | 4                | 48               |
|             | PPS         | Lista - Perú Patria Segura (PPS)                  |                            | Renzo Reggiardo Barreto       | Conservadurismo liberal Liberalismo económico                      | 2.05%            | 0                | 0                | 4                |
|             | PPC         | Lista - Partido Popular Cristiano (PPC)           |                            | Alberto Beingolea Delgado     | Democracia cristiana Conservadurismo social Liberalismo económico  | 1.53%            | 0                | 0                | 14               |
|             | VP          | Lista - Vamos Perú (VP)                           |                            | Juan Sotomayor García         | Populismo Socialdemocracia                                         | 1.34%            | 0                | 0                | 11               |
|             | SU          | Lista - Siempre Unidos (SU)                       |                            | Felipe Castillo Alfaro        | Partido atrapalotodo                                               | 1.25%            | 0                | 3                | 20               |
|             | DD          | Lista - Democracia Directa (DD)                   |                            | Andrés Alcántara Paredes      | Socialismo Nacionalismo de izquierda Ecologismo                    | 1.14%            | 1                | 0                | 4                |
|             | JP          | Lista - Juntos por el Perú (JP)                   |                            | Yehude Simon Munaro           | Socialismo democrático Progresismo                                 | 1.11%            | 0                | 1                | 9                |
|             | UPP         | Lista - Unión por el Perú (UPP)                   |                            | José Vega Antonio             | Etnocacerismo Nacionalismo de izquierda Ultranacionalismo          | 1.00%            | 0                | 4                | 42               |
|             | FA          | Lista - Frente Amplio (FA)                        |                            | Marco Arana Zegarra           | Socialismo Ecologismo Descentralización                            | 0.60%            | 0                | 0                | 2                |
|             | RN          | Lista - Restauración Nacional (RN)                |                            | Humberto Lay Sun              | Liberalismo económico Humanismo cristiano Evangelismo              | 0.53%            | 0                | 2                | 11               |
|             | Frepap      | Lista - Frente Popular Agrícola del Perú (Frepap) |                            | Ezequiel Ataucusi Molina      | Israelismo Fundamentalismo cristiano Populismo                     | Nuevo            | Nuevo            | Nuevo            | Nuevo            |
|             | TPP         | Lista - Todos por el Perú (TPP)                   |                            | Aureo Zegarra Pinedo          | Liberalismo Humanismo Progresismo                                  | Nuevo            | Nuevo            | Nuevo            | Nuevo            |
|             | AvP         | Lista - Avanza País (AvP)                         |                            | Pedro Cenas Casamayor         | Conservadurismo liberal Liberalismo clásico                        | Nuevo            | Nuevo            | Nuevo            | Nuevo            |
|             | PL          | Lista - Perú Libertario (PL)                      |                            | Vladimir Cerrón Rojas         | Socialismo del siglo XXI Marxismo-leninismo Mariateguismo          | Nuevo            | Nuevo            | Nuevo            | Nuevo            |
|             | PPK         | Lista - Peruanos Por el Kambio (PPK)              |                            | Pedro Pablo Kuczynski         | Liberalismo económico Conservadurismo progresista                  | Nuevo            | Nuevo            | Nuevo            | Nuevo            |
|             | PN          | Lista - Perú Nación (PN)                          |                            | Francisco Diez Canseco Távara | Conservadurismo social Democracia cristiana                        | Nuevo            | Nuevo            | Nuevo            | Nuevo            |
|             | PP          | Lista - Podemos por el Progreso del Perú (PP)     |                            | José Luna Gálvez              | Conservadurismo social Populismo Nacionalismo                      | Nuevo            | Nuevo            | Nuevo            | Nuevo            |
|             | IND         | Lista - Movimientos regionales (Independientes)   | Sin liderazgo centralizado | Sin liderazgo centralizado    | Regionalismo Localismo Municipalismo                               | 42.56%           | 19               | 144              | 1062             |

## Votación
Una reciente normativa señala que los jóvenes que cumplan 18 años de edad hasta las elecciones municipales y regionales del 2018 –previstas para el domingo 7 de octubre– serán considerados en el padrón electoral. Ley 30673, que realizó modificaciones a la Ley de Organizaciones Políticas, a la Ley Orgánica de Elecciones, a la Ley de Elecciones Regionales y a la Ley de Elecciones Municipales con el fin de uniformizar el cronograma electoral.
Según el RENIEC, hay 214 009 jóvenes que cumpliran 18 años antes del 7 octubre. Anteriormente, según la Constitución peruana, pueden ejercer el derecho a sufragio los ciudadanos, es decir, quienes han cumplido 19 años de edad. Dicha norma indica que «El voto es personal, libre, igual y secreto». El derecho a votar queda suspendido por resolución judicial de interdicción, sentencia con pena privativa de la libertad y sentencia con inhabilitación de los derechos políticos.

## Elecciones regionales

### Sumario general

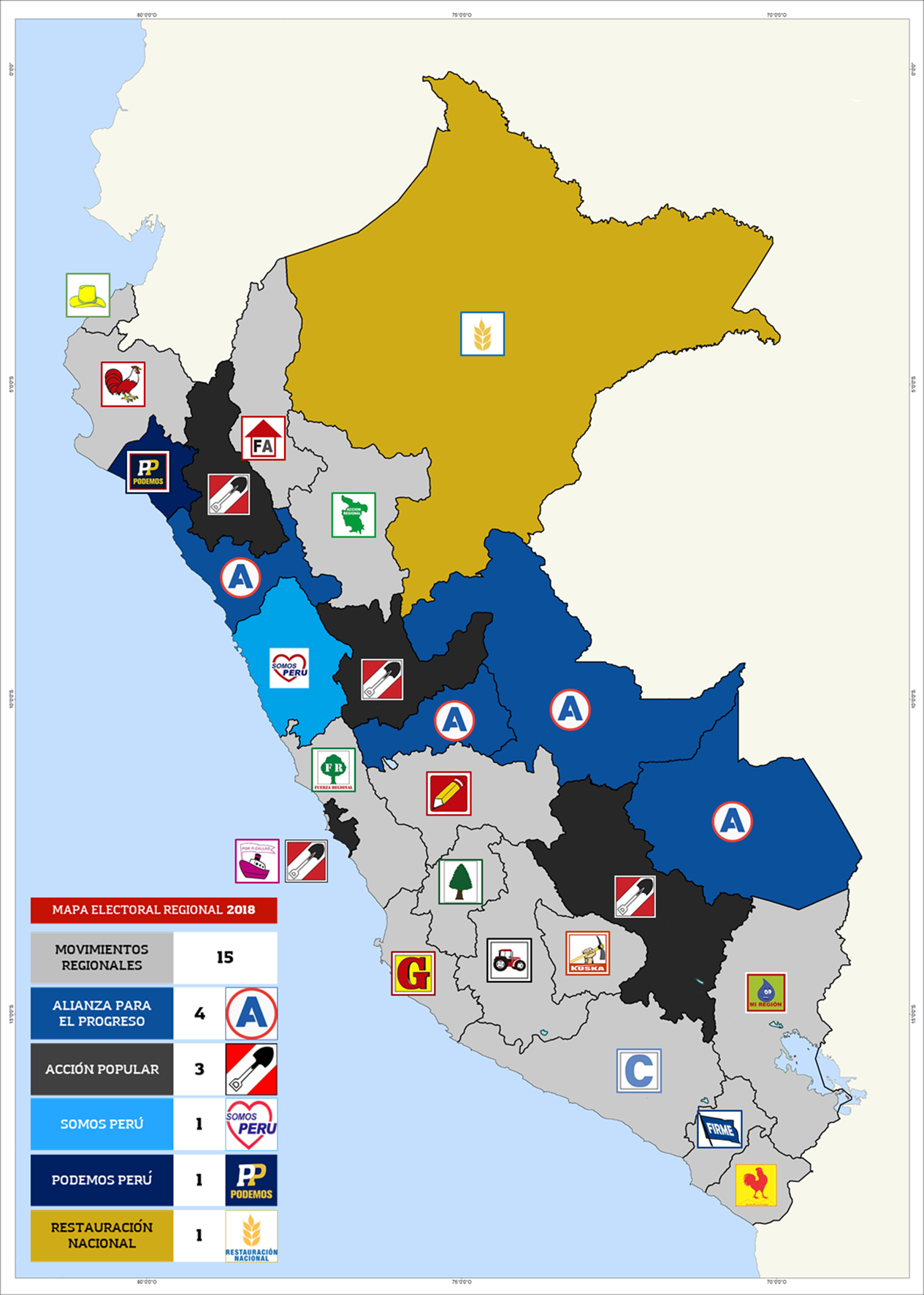
Resultados de las elecciones regionales de Perú de 2018.

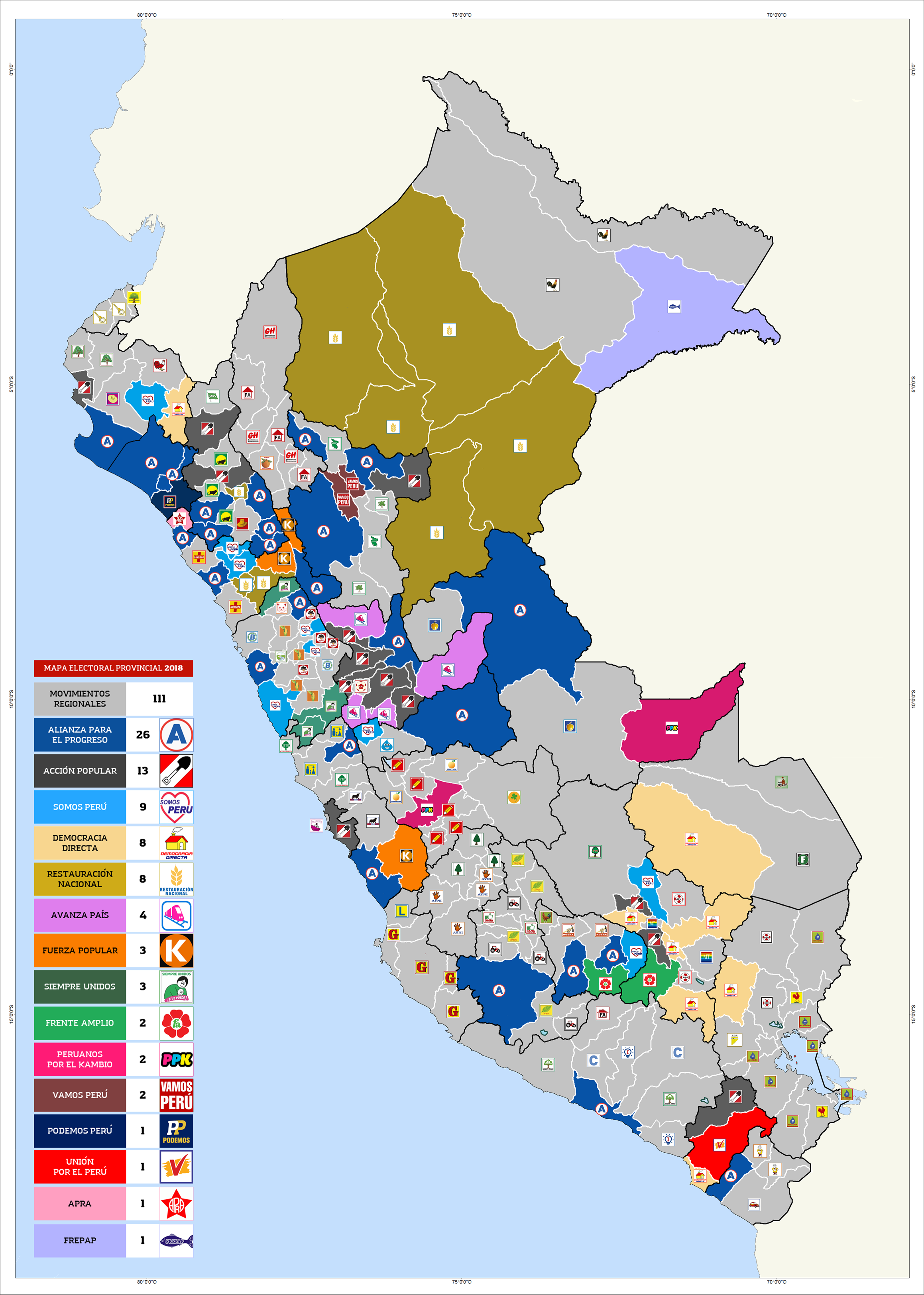
Resultados de las elecciones municipales provinciales de Perú de 2018.

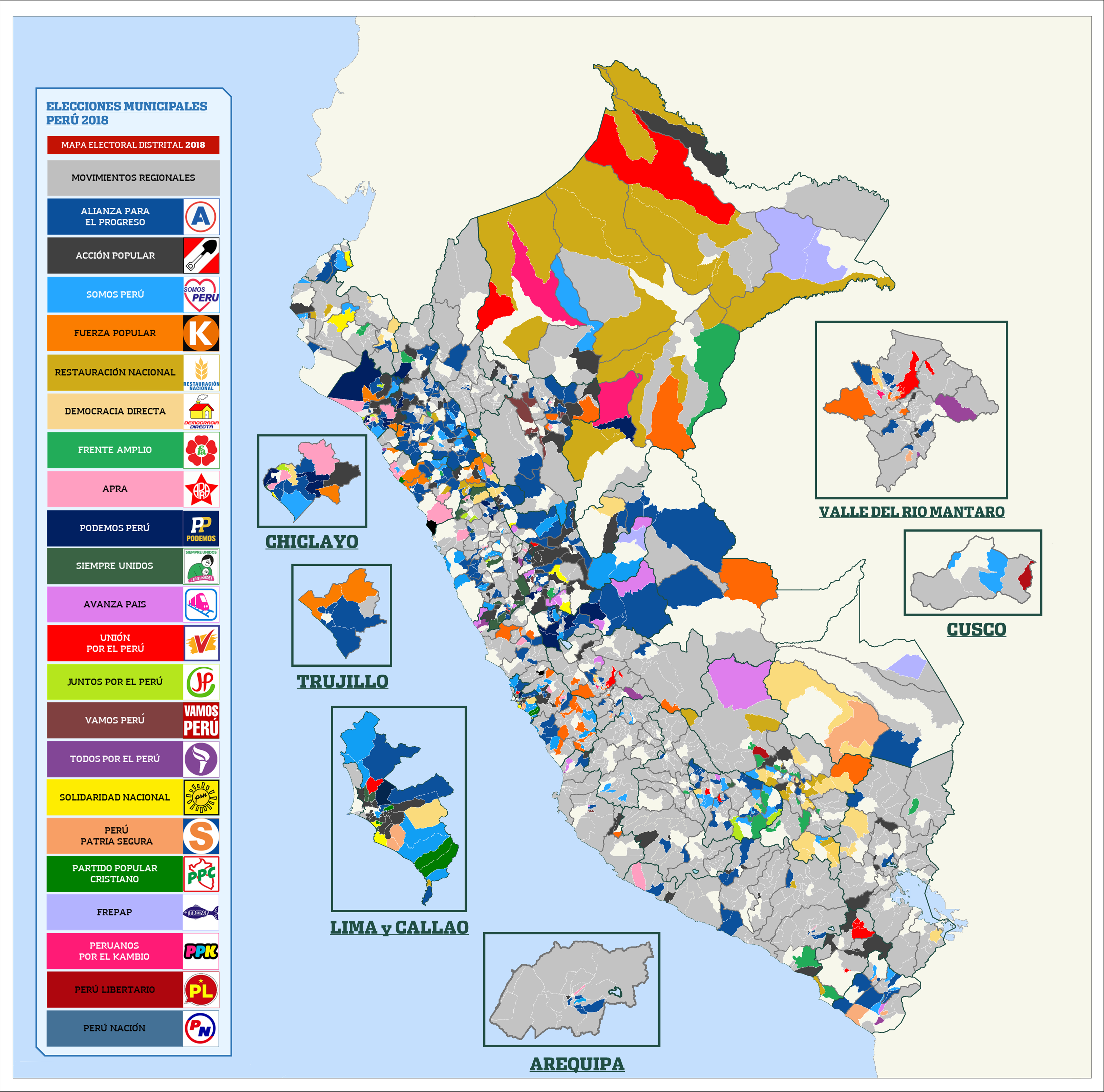
Mapa electoral distrital Perú 2018.

| Partidos y coaliciones | Partidos y coaliciones                    | Voto popular | Voto popular | Voto popular | Gobiernos | Gobiernos |
| Partidos y coaliciones | Partidos y coaliciones                    | Votos        | %            | +/−          | Total     | +/−       |
| ---------------------- | ----------------------------------------- | ------------ | ------------ | ------------ | --------- | --------- |
|                        | Alianza para el Progreso (APP)            | 1,282,203    | 12.77        | +2.59        | 4         | +2        |
|                        | Acción Popular (AP)                       | 620,326      | 6.18         | +3.05        | 3         | +3        |
|                        | Podemos por el Progreso del Perú (PP)     | 488,158      | 4.86         | Nuevo        | 1         | +1        |
|                        | Somos Perú (SP)                           | 437,644      | 4.36         | +3.35        | 1         | +1        |
|                        | Fuerza Popular (FP)                       | 310,787      | 3.10         | –3.10        | 0         | –3        |
|                        | Restauración Nacional (RN)                | 310,294      | 3.09         | +2.63        | 1         | +1        |
|                        | Frente Amplio (FA)                        | 243,470      | 2.43         | +1.93        | 0         | ±0        |
|                        | Partido Aprista Peruano (APRA)            | 202,832      | 2.02         | –3.55        | 0         | ±0        |
|                        | Democracia Directa (DD)                   | 186,978      | 1.86         | –0.04        | 0         | –1        |
|                        | Avanza País (AvP)                         | 164,076      | 1.63         | Nuevo        | 0         | ±0        |
|                        | Todos por el Perú (TPP)                   | 160,006      | 1.59         | Nuevo        | 0         | ±0        |
|                        | Juntos por el Perú (JP)                   | 94,317       | 0.94         | –0.07        | 0         | ±0        |
|                        | Unión por el Perú (UPP)                   | 90,934       | 0.91         | –0.20        | 0         | ±0        |
|                        | Frente Popular Agrícola del Perú (Frepap) | 77,751       | 0.77         | Nuevo        | 0         | ±0        |
|                        | Perú Nación (PN)                          | 70,869       | 0.71         | Nuevo        | 0         | ±0        |
|                        | Vamos Perú (VP)                           | 70,617       | 0.70         | –0.80        | 0         | ±0        |
|                        | Partido Popular Cristiano (PPC)           | 60,739       | 0.61         | +0.02        | 0         | ±0        |
|                        | Siempre Unidos (SU)                       | 57,773       | 0.58         | –0.55        | 0         | ±0        |
|                        | Perú Patria Segura (PPS)                  | 56,623       | 0.56         | +0.41        | 0         | ±0        |
|                        | Perú Libertario (PL)                      | 30,029       | 0.30         | Nuevo        | 0         | ±0        |
|                        | Solidaridad Nacional (SN)                 | 26,439       | 0.26         | –0.33        | 0         | ±0        |
|                        | Peruanos Por el Kambio (PPK)              | 20,702       | 0.21         | Nuevo        | 0         | ±0        |
|                        | Independientes                            | 4,974,257    | 49.56        | n/a          | 15        | –3        |
|                        |                                           |              |              |              |           |           |
| Total                  | Total                                     | 10,037,824   |              |              | 25        | ±0        |
|                        |                                           |              |              |              |           |           |
| Votos válidos          | Votos válidos                             | 10,037,824   | 78.49        | –3.86        |           |           |
| Votos en blanco        | Votos en blanco                           | 1,389,192    | 10.86        | +1.47        |           |           |
| Votos nulos            | Votos nulos                               | 1,361,321    | 10.65        | +2.38        |           |           |
| Votos emitidos         | Votos emitidos                            | 12,788,337   | 79.47        | –4.06        |           |           |
| Abstenciones           | Abstenciones                              | 3,302,981    | 20.53        | +4.06        |           |           |
| Votantes registrados   | Votantes registrados                      | 16,091,318   |              |              |           |           |
|                        |                                           |              |              |              |           |           |
| Fuente:                |                                           |              |              |              |           |           |

### Resultados por departamento
La siguiente tabla enumera el control partidario en los departamentos del Perú. El cambio de mando de una organización política se resalta del color de ese partido. 
| Departamento  | Gobernador(a) titular       | Partido político | Partido político                | Gobernador(a) electo(a)    | Partido político | Partido político                 |
| ------------- | --------------------------- | ---------------- | ------------------------------- | -------------------------- | ---------------- | -------------------------------- |
| Amazonas      | Gilmer Horna Corrales       |                  | Sentimiento Amazonense Regional | Oscar Altamirano Quispe    |                  | Fuerza Amazonense                |
| Áncash        | Luis Gamarra Alor           |                  | Río Santa Caudaloso             | Juan Morillo Ulloa         |                  | Somos Perú                       |
| Apurímac      | Wilber Venegas Torres       |                  | Fuerza Campesina Regional       | Baltazar Lantarón Núñez    |                  | Llankasun Kuska                  |
| Arequipa      | Yamila Osorio Delgado       |                  | Arequipa, Tradición y Futuro    | Élmer Cáceres Llica        |                  | Unidos por el Gran Cambio        |
| Ayacucho      | Wilfredo Oscorima Núñez     |                  | Alianza Renace Ayacucho         | Carlos Rua Carbajal        |                  | Musuq Ñan                        |
| Cajamarca     | Porfirio Medina Vásquez     |                  | Movimiento de Afirmación Social | Mesías Guevara Amasifuén   |                  | Acción Popular                   |
| Callao        | Walter Mori Ramírez         |                  | Vamos Perú - Chim Pum Callao    | Dante Mandriotti Castro    |                  | Por Ti Callao                    |
| Cusco         | Edwin Licona Licona         |                  | Kausachun Cusco                 | Jean Benavente García      |                  | Acción Popular                   |
| Huancavelica  | Glodoaldo Álvarez Oré       |                  | AYLLU                           | Maciste Díaz Abad          |                  | Trabajando para Todos            |
| Huánuco       | Rubén Alva Ochoa            |                  | Integración Descentralista      | Juan Alvarado Cornelio     |                  | Acción Popular                   |
| Ica           | Fernando Cillóniz Benavides |                  | Fuerza Popular                  | Javier Gallegos Barrientos |                  | Obras por la Modernidad          |
| Junín         | Ángel Unchupaico Canchumani |                  | Junín Sostenible con su Gente   | Vladimir Cerrón Rojas      |                  | Perú Libre                       |
| La Libertad   | Luis Valdez Farías          |                  | Alianza para el Progreso        | Manuel Llempén Coronel     |                  | Alianza para el Progreso         |
| Lambayeque    | Humberto Acuña Peralta      |                  | Alianza para el Progreso        | Anselmo Lozano Centurión   |                  | Podemos por el Progreso del Perú |
| Lima          | Nelson Chui Mejía           |                  | Concertación para el Desarrollo | Ricardo Chavarría Oría     |                  | Fuerza Regional                  |
| Loreto        | Fernando Meléndez Celis     |                  | Integración Loretana            | Elisbán Ochoa Sosa         |                  | Restauración Nacional            |
| Madre de Dios | Luis Otsuka Salazar         |                  | Democracia Directa              | Luis Hidalgo Okimura       |                  | Alianza para el Progreso         |
| Moquegua      | Jaime Rodríguez Villanueva  |                  | Kausachun                       | Zenón Cuevas Pare          |                  | Moquegua Emprendedora            |
| Pasco         | Teódulo Quispe Huertas      |                  | Fuerza Popular                  | Pedro Ubaldo Polinar       |                  | Alianza para el Progreso         |
| Piura         | Reynaldo Hilbck Guzmán      |                  | Unión Democrática del Norte     | Servando García Correa     |                  | Fuerza Regional                  |
| Puno          | Juan Luque Mamani           |                  | Proyecto de la Integración      | Walter Aduviri Calisaya    |                  | Integración por el Desarrollo    |
| San Martín    | Víctor Noriega Reátegui     |                  | Fuerza Popular                  | Pedro Bogarín Vargas       |                  | Acción Regional                  |
| Tacna         | Omar Jiménez Flores         |                  | Movimiento Cívico Peruano       | Juan Tonconi Quispe        |                  | Acción por la Unidad             |
| Tumbes        | Ricardo Flores Dioses       |                  | Reconstrucción con Obras        | Wilmer Dios Benites        |                  | FAENA                            |
| Ucayali       | Manuel Gambini Rupay        |                  | Cambio Ucayalino                | Francisco Pezo Torres      |                  | Alianza para el Progreso         |

## Elecciones municipales provinciales

### Sumario general
| Partidos y coaliciones | Partidos y coaliciones                    | Voto popular | Voto popular | Voto popular | Alcaldías | Alcaldías |
| Partidos y coaliciones | Partidos y coaliciones                    | Votos        | %            | +/−          | Total     | +/−       |
| ---------------------- | ----------------------------------------- | ------------ | ------------ | ------------ | --------- | --------- |
|                        | Acción Popular (AP)                       | 2,604,935    | 16.53        | +13.71       | 13        | +9        |
|                        | Alianza para el Progreso (APP)            | 1,514,225    | 9.61         | +2.60        | 26        | +8        |
|                        | Podemos por el Progreso del Perú (PP)     | 1,346,194    | 8.54         | Nuevo        | 1         | +1        |
|                        | Somos Perú (SP)                           | 751,242      | 4.77         | +2.43        | 9         | +5        |
|                        | Perú Patria Segura (PPS)                  | 575,801      | 3.65         | +1.60        | 0         | ±0        |
|                        | Fuerza Popular (FP)                       | 499,886      | 3.17         | –1.47        | 3         | –1        |
|                        | Restauración Nacional (RN)                | 429,014      | 2.72         | +2.19        | 8         | +6        |
|                        | Democracia Directa (DD)                   | 368,770      | 2.34         | +1.20        | 8         | +8        |
|                        | Frente Amplio (FA)                        | 331,251      | 2.10         | +1.50        | 2         | +2        |
|                        | Partido Popular Cristiano (PPC)           | 298,166      | 1.89         | +0.36        | 0         | ±0        |
|                        | Partido Aprista Peruano (APRA)            | 256,742      | 1.63         | –6.98        | 1         | –2        |
|                        | Perú Libertario (PL)                      | 249,824      | 1.59         | Nuevo        | 0         | ±0        |
|                        | Avanza País (AvP)                         | 247,511      | 1.57         | Nuevo        | 4         | +4        |
|                        | Unión por el Perú (UPP)                   | 244,358      | 1.55         | +0.55        | 1         | –3        |
|                        | Frente Popular Agrícola del Perú (Frepap) | 217,112      | 1.38         | Nuevo        | 1         | +1        |
|                        | Solidaridad Nacional (SN)                 | 205,685      | 1.31         | –16.42       | 0         | –2        |
|                        | Siempre Unidos (SU)                       | 170,182      | 1.08         | –0.17        | 3         | ±0        |
|                        | Juntos por el Perú (JP)                   | 164,647      | 1.04         | –0.07        | 0         | –1        |
|                        | Todos por el Perú (TPP)                   | 134,965      | 0.86         | Nuevo        | 0         | ±0        |
|                        | Vamos Perú (VP)                           | 112,109      | 0.71         | –0.63        | 2         | +2        |
|                        | Perú Nación (PN)                          | 89,500       | 0.57         | Nuevo        | 0         | ±0        |
|                        | Peruanos Por el Kambio (PPK)              | 59,286       | 0.38         | Nuevo        | 2         | +2        |
|                        | Independientes                            | 4,889,887    | 31.02        | n/a          | 112       | –32       |
|                        |                                           |              |              |              |           |           |
| Total                  | Total                                     | 15,761,292   |              |              | 196       | +1        |
|                        |                                           |              |              |              |           |           |
| Votos válidos          | Votos válidos                             | 15,761,292   | 83.83        | –2.40        |           |           |
| Votos en blanco        | Votos en blanco                           | 1,114,809    | 5.93         | +0.30        |           |           |
| Votos nulos            | Votos nulos                               | 1,924,528    | 10.24        | +2.10        |           |           |
| Votos emitidos         | Votos emitidos                            | 18,800,629   | 80.43        | –3.42        |           |           |
| Abstenciones           | Abstenciones                              | 4,574,372    | 19.57        | +3.42        |           |           |
| Votantes registrados   | Votantes registrados                      | 23,375,001   |              |              |           |           |
|                        |                                           |              |              |              |           |           |
| Fuente:                |                                           |              |              |              |           |           |

### Resultados por provincia
La siguiente tabla enumera el control partidario de las provincias donde se ubican las capitales así como las más pobladas de cada departamento, además de aquellas con una población por encima o alrededor de 75 000. El cambio de mando de una organización política se resalta del color de ese partido.
| Provincias       | Población | Alcalde(sa) titular        | Partido político | Partido político                   | Alcalde(sa) electo(a)        | Partido político | Partido político                  |
| ---------------- | --------- | -------------------------- | ---------------- | ---------------------------------- | ---------------------------- | ---------------- | --------------------------------- |
| Lima             | 9 256 429 | Luis Castañeda Lossio      |                  | Solidaridad Nacional               | Jorge Muñoz Wells            |                  | Acción Popular                    |
| Arequipa         | 1 114 721 | Alfredo Zegarra Tejada     |                  | Arequipa Renace                    | Omar Candia Aguilar          |                  | Arequipa Renace                   |
| Callao           | 1 078 789 | Juan Sotomayor García      |                  | Vamos Perú - Chim Pum Callao       | Pedro López Barrios          |                  | Por Ti Callao                     |
| Trujillo         | 1 060 030 | Elidio Espinoza Quispe     |                  | Desarrollo con Seguridad           | Daniel Marcelo Jacinto       |                  | Alianza para el Progreso          |
| Piura            | 850 972   | Óscar Miranda Martino      |                  | Unión Democrática del Norte        | Juan Díaz Dios               |                  | Región para Todos                 |
| Chiclayo         | 840 740   | David Cornejo Chinguel     |                  | Alianza para el Progreso           | Marcos Gasco Arrobas         |                  | Podemos por el Progreso del Perú  |
| Huancayo         | 572 314   | Alcides Chamorro Balbín    |                  | Junín Sostenible con su Gente      | Sandro Véliz Soto            |                  | Perú Libre                        |
| Maynas           | 537 282   | Adela Jiménez Mera         |                  | Integración Loretana               | Francisco Sanjurjo Dávila    |                  | Esperanza Región Amazónica        |
| Cusco            | 484 248   | Carlos Moscoso Perea       |                  | Kausachun Cusco                    | Víctor Boluarte Medina       |                  | Tawantinsuyo                      |
| Santa            | 459 137   | Victoria Espinoza García   |                  | Río Santa Caudaloso                | Roberto Briceño Franco       |                  | Áncash a la Obra                  |
| Coronel Portillo | 425 956   | Antonio Marino Panduro     |                  | Todos Somos Ucayali                | Segundo Pérez Collazos       |                  | Alianza para el Progreso          |
| Ica              | 421 151   | Carlos Ramos Loayza        |                  | Obras por la Modernidad            | Emma Mejía Venegas           |                  | Obras por la Modernidad           |
| Cajamarca        | 375 029   | Manuel Becerra Vilchez     |                  | Fuerza Popular                     | Víctor Villar Narro          |                  | Frente Regional de Cajamarca      |
| Sullana          | 331 023   | Guillermo Távara Polo      |                  | Unión Democrática del Norte        | Edwar Saldaña Sánchez        |                  | Seguridad y Prosperidad           |
| Tacna            | 329 914   | Luis Torres Robledo        |                  | Tacna Unida                        | Julio Medina Castro          |                  | Frente Unitario Popular           |
| San Román        | 325 549   | Oswaldo Marín Quiro        |                  | Integración para la Cooperación    | David Sucacahua Yucra        |                  | Integración por el Desarrollo     |
| Lambayeque       | 324 716   | Ricardo Velezmoro Ruiz     |                  | Alianza para el Progreso           | Alexander Rodríguez Alvarado |                  | Alianza para el Progreso          |
| Huánuco          | 307 723   | Aníbal Solórzano Ponce     |                  | Integración Descentralista         | José Villavicencio Guardia   |                  | Acción Popular                    |
| Huamanga         | 302 054   | Salomón Aedo Mendoza       |                  | Alianza Renace Ayacucho            | Yuri Gutiérrez Gutiérrez     |                  | Musuq Ñan                         |
| Chincha          | 248 750   | César Carranza Falla       |                  | Obras por la Modernidad            | Armando Huamán Tasayco       |                  | Unidos por la Región              |
| Cañete           | 239 410   | Alexander Bazán Guzmán     |                  | Unidad Cívica Lima                 | Segundo Díaz de la Cruz      |                  | Alianza para el Progreso          |
| Huaura           | 230 957   | Jorge Barba Mitrani        |                  | Concertación para el Desarrollo    | Marcial Echegaray Virú       |                  | Concertación para el Desarrollo   |
| Satipo           | 230 946   | José Zevallos Ramírez      |                  | Junín Sostenible con su Gente      | Iván Olivera Meza            |                  | Caminemos Juntos por Junín        |
| Puno             | 229 668   | Iván Flores Quispe         |                  | Fuente de Integración Andina       | Martín Ticona Maquera        |                  | Integración por el Desarrollo     |
| San Martín       | 207 197   | Walter Grundel Jiménez     |                  | Alianza para el Progreso           | Tedy del Águila Gronerth     |                  | Acción Popular                    |
| Jaén             | 199 911   | Walter Prieto Maitre       |                  | Cajamarca Siempre Verde            | José Delgado Rivera          |                  | Acción Popular                    |
| Huaral           | 187 446   | Ana Kobayashi Kobayashi    |                  | Concertación para el Desarrollo    | Jaime Uribe Ochoa            |                  | Fuerza Regional                   |
| Huaraz           | 178 027   | Alberto Espinoza Cerrón    |                  | Renovación Ancashina               | Eliseo Mautino Ángeles       |                  | Acción Nacionalista Peruano       |
| Morropón         | 170 314   | Nelson Mío Reyes           |                  | Somos Perú                         | José Montenegro Castillo     |                  | Región para Todos                 |
| Chanchamayo      | 167 344   | Hung Won Jung              |                  | Fuerza Popular                     | José Mariño Arquiñigo        |                  | Sierra y Selva Contigo Junín      |
| La Convención    | 167 312   | Wilfredo Alagón Mora       |                  | Fuerza Inka Amazónica              | Hernán de la Torre Dueñas    |                  | Fuerza Inka Amazónica             |
| Tumbes           | 165 555   | Manuel De Lama Hirsh       |                  | Alianza para el Progreso           | Carlos Silva Mena            |                  | Renovación Tumbesina              |
| Pisco            | 164 502   | Tomás Andía Crisóstomo     |                  | Partido Regional de Integración    | Juan Mendoza Uribe           |                  | Obras por la Modernidad           |
| Sánchez Carrión  | 162 427   | Carlos Rebaza López        |                  | Alianza para el Progreso           | Benito Contreras Morales     |                  | Fuerza Popular                    |
| Chota            | 152 703   | Neptali Ticlla Rafael      |                  | Movimiento de Afirmación Social    | Werner Cabrera Campos        |                  | Acción Popular                    |
| Andahuaylas      | 150 105   | Narciso Campos Truyenque   |                  | Unión por el Perú                  | Abel Gutiérrez Buezo         |                  | Llankasun Kuska                   |
| Talara           | 149 424   | José Bolo Bancayán         |                  | Unión Democrática del Norte        | José Vitonera Infante        |                  | Seguridad y Prosperidad           |
| Barranca         | 146 745   | José Marreros Saucedo      |                  | Alianza para el Progreso           | Ricardo Zender Sánchez       |                  | Fuerza Regional                   |
| San Ignacio      | 143 012   | Juventino Gómez Torres     |                  | Fuerza Social Cajamarca            | Ronald García Bure           |                  | Movimiento de Afirmación Social   |
| Alto Amazonas    | 141 129   | Edwer Tuesta Hidalgo       |                  | Acción Popular                     | José Vitonera Infante        |                  | Seguridad y Prosperidad           |
| Paita            | 140 578   | Luis Dioses Guzmán         |                  | Somos Perú                         | Huber Vite Castillo          |                  | Acción Popular                    |
| Leoncio Prado    | 134 572   | Juan Picón Quedo           |                  | Unidos por Huánuco                 | Miguel Meza Malpartida       |                  | Alianza para el Progreso          |
| Moyobamba        | 130 133   | Oswaldo Jiménez Salas      |                  | Nueva Amazonía                     | Gástelo Huamán Chinchay      |                  | Acción Regional                   |
| Ayabaca          | 128 906   | Humberto Marchena Villegas |                  | Alternativa de Paz                 | Baldomero Marchena Tacure    |                  | Fuerza Regional                   |
| Pasco            | 128 446   | Rudy Callupe Gora          |                  | Solidaridad Nacional               | Marco de la Cruz Bustillos   |                  | Pasco Dignidad                    |
| Tambopata        | 128 119   | Alain Gallegos Moreno      |                  | Amor por Madre de Dios             | Francisco Rengifo Khan       |                  | Fuerza por Madre de Dios          |
| Rioja            | 126 568   | Mercedes Torres Chávez     |                  | Nueva Amazonía                     | Armando Rodríguez Tello      |                  | Alianza para el Progreso          |
| Cutervo          | 125 818   | Aníbal Pedraza Aguilar     |                  | Movimiento de Afirmación Social    | Segundo Pinedo Vásquez       |                  | Cajamarca Siempre Verde           |
| Huancavelica     | 123 958   | Julio Chumbes Carbajal     |                  | Independiente Regional AYLLU       | Rómulo Cayllahua Paytan      |                  | Trabajando para Todos             |
| Ascope           | 121 850   | Samuel Leiva López         |                  | Alianza para el Progreso           | John Vargas Campos           |                  | Súmate                            |
| Huancabamba      | 118 992   | Marco Velasco García       |                  | Fuerza Regional                    | Ismael Huayama Neira         |                  | Democracia Directa                |
| Utcubamba        | 118 094   | Manuel Izquierdo Alvarado  |                  | Sentimiento Amazonense Regional    | Hidelfonso Guevara Honores   |                  | Sentimiento Amazonense Regional   |
| Abancay          | 116 371   | José Campos Céspedes       |                  | Movimiento Popular Kallpa          | Guido Chahuaylla Maldonado   |                  | Llankasun Kuska                   |
| Azángaro         | 115 562   | Isidro Solórzano Pinaya    |                  | Integración para la Cooperación    | Flavio Mamani Hancco         |                  | Gestionando Obras y Oportunidades |
| Pacasmayo        | 109 376   | Roland Aldea Huamán        |                  | Alianza para el Progreso           | Víctor Cruzado Rivera        |                  | Alianza para el Progreso          |
| Ferreñafe        | 104 839   | Alejandro Muro Távara      |                  | Alianza para el Progreso           | Violeta Muro Mesones         |                  | Alianza para el Progreso          |
| Canchis          | 104 611   | Manuel Zvietcovich Álvarez |                  | Acuerdo Popular Unificado          | Jorge Quispe Callo           |                  | Tawantinsuyo                      |
| Virú             | 99 681    | Ney Gámez Espinoza         |                  | Partido Aprista Peruano            | Andrés Chávez Gonzales       |                  | Súmate                            |
| Quispicanchi     | 98 076    | Hilton Nahuamel Uscamayta  |                  | Acuerdo Popular Unificado          | Manuel Sutta Pfocco          |                  | Democracia Directa                |
| Oxapampa         | 97 065    | Pedro Ubaldo Polinar       |                  | Pasco Verde                        | Juan La Torre Moscoso        |                  | Alianza para el Progreso          |
| Huanta           | 96 811    | Percy Bermudo Valladares   |                  | Alianza Renace Ayacucho            | Renol Pichardo Ramos         |                  | Qatun Tarpuy                      |
| Tarma            | 94 725    | Luis Palomino Cerrón       |                  | Junín Sostenible con su Gente      | Moisés Tacuri García         |                  | Sierra y Selva Contigo Junín      |
| Chucuito         | 93 178    | Juan Aquino Condori        |                  | Fuente de Integración Andina       | Justo Apaza Delgado          |                  | Frente Amplio para el Desarrollo  |
| Caylloma         | 92 761    | Rómulo Tinta Cáceres       |                  | Arequipa Tradición y Futuro        | Álvaro Cáceres Llica         |                  | Unidos por el Gran Cambio         |
| Mariscal Nieto   | 91 355    | Hugo Quispe Mamani         |                  | Integración para el Desarrollo     | Abraham Cárdenas Romero      |                  | Unión por el Perú                 |
| Jauja            | 88 854    | Iván Torres Acevedo        |                  | Partido Aprista - Juntos por Junín | César Dávila Véliz           |                  | Peruanos Por el Kambio            |
| Tayacaja         | 88 394    | Moisés Vila Escobar        |                  | Movimiento Regional AYNI           | Carlos Común Gavilán         |                  | Trabajando para Todos             |
| Lamas            | 86 767    | Fernando del Castillo Tang |                  | Fuerza Comunal                     | Onésimo Huamán Daza          |                  | Alianza para el Progreso          |
| Otuzco           | 85 365    | Luis Rodríguez Rodríguez   |                  | Restauración Nacional              | Heli Verde Rodríguez         |                  | Somos Perú                        |
| Hualgayoc        | 84 617    | Edy Benavides Ruiz         |                  | Luchemos por Cajamarca             | Marco Aguilar Vásquez        |                  | Restauración Nacional             |
| Celendín         | 84 423    | Jorge Urquía Sánchez       |                  | Movimiento de Afirmación Social    | José Marín Rojas             |                  | Alianza para el Progreso          |
| Chepén           | 84 346    | Nelson Kcomt Che           |                  | Fuerza Chepén                      | José Lías Ventura            |                  | Partido Aprista Peruano           |
| Sechura          | 84 159    | Armando Arévalo Zeta       |                  | Mar Sechurano                      | Justo Eche Morales           |                  | Alianza para el Progreso          |
| Pataz            | 83 672    | Robert Bogarín Vigo        |                  | Acción Popular                     | Omar Iparraguirre Espinoza   |                  | Alianza para el Progreso          |
| Bagua            | 82 816    | William Segura Vargas      |                  | Sentimiento Amazonense Regional    | Ferry Torres Huamán          |                  | Fuerza Amazonense                 |
| Cajabamba        | 81 489    | José Gamboa Hilario        |                  | Cajamarca Siempre Verde            | Víctor Morales Soto          |                  | Alianza para el Progreso          |
| Ilo              | 79 188    | Willam Valdivia Dávila     |                  | Nuestro Ilo - Moquegua             | Gerardo Carpio Díaz          |                  | Democracia Directa                |
| Carabaya         | 77 927    | Edward Rodríguez Mendoza   |                  | Integración para la Cooperación    | Fabio Vargas Huamantuco      |                  | Gestionando Obras y Oportunidades |
| La Mar           | 76 706    | Omar Flores Yaros          |                  | Musuq Ñan                          | Wilder Manyavilca Silva      |                  | Qatun Tarpuy                      |
| Tocache          | 75 548    | David Bazán Arévalo        |                  | Fuerza Comunal                     | Sister Valera Ramírez        |                  | Nueva Amazonía                    |
| Nasca            | 74 339    | Eusebio Canales Velarde    |                  | Partido Regional de Integración    | Julio Elías Lucana           |                  | Obras por la Modernidad           |
| Padre Abad       | 71 835    | Víctor Sosa García         |                  | Cambio Ucayalino                   | Román Tenazoa Secas          |                  | Todos Somos Ucayali               |
| Chumbivilcas     | 70 794    | David Vera Castillo        |                  | Unión por el Perú                  | Marcos Ibarra Suárez         |                  | Frente Amplio                     |
| Calca            | 70 370    | Guido Álvarez Chávez       |                  | Acuerdo Popular Unificado          | Adriel Carrillo Cajigas      |                  | Somos Perú                        |
| Melgar           | 70 348    | Victor Huallpa Quispe      |                  | Frente Amplio para el Desarrollo   | Esteban Álvarez Ccasa        |                  | Democracia Directa                |
| Loreto           | 69 997    | Manuel Cárdenas Soria      |                  | Integración Loretana               | Giampaolo Rojas Florindez    |                  | Restauración Nacional             |
| Chachapoyas      | 61 078    | Diógenes Zavaleta Tenorio  |                  | Fuerza Amazonense                  | Víctor Culqui Puerta         |                  | Sentimiento Amazonense Regional   |

## Elecciones municipales distritales

### Sumario general
| Partidos y coaliciones                                                                                     | Partidos y coaliciones                    | Voto popular | Voto popular | Voto popular | Alcaldías | Alcaldías |
| Partidos y coaliciones                                                                                     | Partidos y coaliciones                    | Votos        | %            | ±pp          | Total     | +/−       |
| --- | ----------------------------------------- | ------------ | ------------ | ------------ | --------- | --------- |
| | Alianza para el Progreso (APP)            |              |              |              | 235       | +97       |
| | Acción Popular (AP)                       |              |              |              | 118       | +60       |
| | Somos Perú (SP)                           |              |              |              | 89        | +41       |
| | Restauración Nacional (RN)                |              |              |              | 47        | +36       |
| | Fuerza Popular (FP)                       |              |              |              | 46        | –33       |
| | Democracia Directa (DD)                   |              |              |              | 32        | +28       |
| | Frente Amplio (FA)                        |              |              |              | 29        | +27       |
| | Siempre Unidos (SU)                       |              |              |              | 21        | +1        |
| | Partido Aprista Peruano (APRA)            |              |              |              | 21        | –34       |
| | Avanza País (AvP)                         |              |              |              | 18        | ±0        |
| | Podemos por el Progreso del Perú (PP)     |              |              |              | 18        | ±0        |
| | Unión por el Perú (UPP)                   |              |              |              | 16        | –26       |
| | Vamos Perú (VP)                           |              |              |              | 10        | +3        |
| | Juntos por el Perú (JP)1                  |              |              |              | 10        | +1        |
| | Perú Patria Segura (PPS)                  |              |              |              | 9         | +5        |
| | Solidaridad Nacional (SN)                 |              |              |              | 8         | –17       |
| | Todos por el Perú (TPP)                   |              |              |              | 7         | ±0        |
| | Partido Popular Cristiano (PPC)           |              |              |              | 5         | –9        |
| | Frente Popular Agrícola del Perú (Frepap) |              |              |              | 4         | ±0        |
| | Peruanos Por el Kambio (PPK)              |              |              |              | 3         | ±0        |
| | Perú Libertario (PL)                      |              |              |              | 3         | ±0        |
| | Perú Nación (PN)                          |              |              |              | 1         | ±0        |
| | Independientes                            |              |              |              | 922       | –70       |
| |                                           |              |              |              |           |           |
| Total | Total                                     |              |              |              | 1 678     | ±0        |
| |                                           |              |              |              |           |           |
| Votos válidos                                                                                              |                                           |              |              |              |           |           |
| Votos en blanco                                                                                            |                                           |              |              |              |           |           |
| Votos nulos                                                                                                |                                           |              |              |              |           |           |
| Votos emitidos                                                                                             |                                           |              |              |              |           |           |
| Abstenciones                                                                                               |                                           |              |              |              |           |           |
| Votantes registrados                                                                                       |                                           |              |              |              |           |           |
| |                                           |              |              |              |           |           |
| Fuente: |                                           |              |              |              |           |           |
| Notas al pie: 1 Comparado con los resultados de Partido Humanista Peruano (PHP) en las elecciones de 2014. |                                           |              |              |              |           |           |
| Notas al pie:                                                                                              |                                           |              |              |              |           |           |
| 1 Comparado con los resultados de Partido Humanista Peruano (PHP) en las elecciones de 2014.               |                                           |              |              |              |           |           |

### Resultados por distrito
La siguiente tabla enumera el control partidario de las distritos con una población por encima o alrededor de 30 000. El cambio de mando de una organización política se resalta del color de ese partido.
| Distritos                            | Población | Alcalde(sa) titular            | Partido político | Partido político                    | Alcalde(sa) electo(a)       | Partido político | Partido político                 |
| ------------------------------------ | --------- | ------------------------------ | ---------------- | ----------------------------------- | --------------------------- | ---------------- | -------------------------------- |
| San Juan de Lurigancho               | 1 038 495 | Juan Navarro Jiménez           |                  | Alianza para el Progreso            | Álex Gonzáles Castillo      |                  | Podemos por el Progreso del Perú |
| San Martín de Porres                 | 654 083   | Adolfo Mattos Piaggio          |                  | Siempre Unidos                      | Julio Chávez Chiong         |                  | Acción Popular                   |
| Ate                                  | 599 196   | Óscar Benavides Majino         |                  | Solidaridad Nacional                | Edde Cuéllar Alegría        |                  | Acción Popular                   |
| Comas                                | 520 450   | Miguel Saldaña Reátegui        |                  | Solidaridad Nacional                | Raúl Díaz Pérez             |                  | Unión por el Perú                |
| Villa María del Triunfo              | 398 433   | Carlos Palomino Arias          |                  | Solidaridad Nacional                | Eloy Chávez Hernández       |                  | Perú Patria Segura               |
| Villa El Salvador                    | 393 254   | Guido Iñigo Peralta            |                  | Villa Cambia                        | Kevin Iñigo Peralta         |                  | Perú Patria Segura               |
| San Juan de Miraflores               | 355 219   | Javier Altamirano Coquis       |                  | Partido Popular Cristiano           | María Nina Garnica          |                  | Acción Popular                   |
| Carabayllo                           | 333 045   | Rafael Álvarez Espinoza        |                  | Partido Popular Cristiano           | Marcos Espinoza Ortiz       |                  | Alianza para el Progreso         |
| Puente Piedra                        | 329 675   | Milton Jiménez Salazar         |                  | Solidaridad Nacional                | Rennán Espinoza Venegas     |                  | Somos Perú                       |
| Santiago de Surco                    | 329 152   | Roberto Gómez Baca             |                  | Somos Perú                          | Jean Combe Portocarrero     |                  | Acción Popular                   |
| Los Olivos                           | 325 884   | Pedro del Rosario Ramírez      |                  | Perú Posible                        | Felipe Castillo Alfaro      |                  | Siempre Unidos                   |
| Ventanilla                           | 315 600   | Omar Marcos Arteaga            |                  | Chim Pum Callao                     | Pedro Spadaro Phillips      |                  | Fuerza Chalaca                   |
| Chorrillos                           | 314 241   | Augusto Miyashiro Ushikubo     |                  | Más Obras y Desarrollo Social       | Augusto Miyashiro Ushikubo  |                  | Solidaridad Nacional             |
| Lurigancho                           | 240 814   | Luis Bueno Quino               |                  | Solidaridad Nacional                | Víctor Castillo Sánchez     |                  | Alianza para el Progreso         |
| Independencia                        | 211 360   | Evans Sifuentes Ocaña          |                  | Solidaridad Nacional                | Yuri Pando Fernández        |                  | Siempre Unidos                   |
| El Agustino                          | 198 862   | Richard Soria Fuertes          |                  | Perú Patria Segura                  | Víctor Salcedo Ríos         |                  | Alianza para el Progreso         |
| Cerro Colorado                       | 197 954   | Manuel Vera Paredes            |                  | Se Demostró con Obras               | Benigno Cornejo Valencia    |                  | Arequipa Avancemos               |
| José Leonardo Ortiz                  | 197 826   | Epifanio Cubas Coronado        |                  | Solidaridad Nacional                | Wilder Guevara Diaz         |                  | Podemos por el Progreso del Perú |
| Santa Anita                          | 196 214   | Leonor Chumbimune Cajahuaringa |                  | Solidaridad Nacional                | José Nole Palomino          |                  | Partido Popular Cristiano        |
| El Porvenir                          | 190 461   | Ángel Rodríguez Armas          |                  | Partido Aprista Peruano             | Segundo Rebaza Benites      |                  | Alianza para el Progreso         |
| La Esperanza                         | 189 206   | Daniel Marcelo Jacinto         |                  | Alianza para el Progreso            | Herguein Namay Valderrama   |                  | Alianza para el Progreso         |
| La Molina                            | 178 200   | Juan Carlos Zurek              |                  | Somos Perú                          | Álvaro Paz de la Barra      |                  | Acción Popular                   |
| Rímac                                | 174 785   | Enrique Peramás Díaz           |                  | Solidaridad Nacional                | Pedro Rosario Tueros        |                  | Acción Popular                   |
| La Victoria                          | 173 630   | Elías Cuba Bautista            |                  | Solidaridad Nacional                | George Forsyth Sommer       |                  | Somos Perú                       |
| El Tambo                             | 164 913   | Aldrin Zárate Bernuy           |                  | Perú Libre                          | Carlo Curisinche Eusebio    |                  | Perú Libre                       |
| San Juan Bautista                    | 158 976   | Francisco Sanjurjo Dávila      |                  | Movimiento Integración Loretana     | José Arévalo Pinedo         |                  | Restauración Nacional            |
| Nuevo Chimbote                       | 153 436   | Carlos Quiroz Urquizo          |                  | Vale Áncash                         | Domingo Caldas Egúsquiza    |                  | Áncash a la Obra                 |
| San Miguel                           | 140 900   | Eduardo Bless Cabrejas         |                  | Perú Patria Segura                  | Juan Guevara Bonilla        |                  | San Miguel Me Gusta              |
| Pachacámac                           | 135 715   | Hugo Ramos Lescano             |                  | Solidaridad Nacional                | Elvis Pómez Cano            |                  | Somos Perú                       |
| Paucarpata                           | 128 883   | Luis Cornejo Nova              |                  | Arequipa Avancemos                  | José Supo Condori           |                  | Alianza para el Progreso         |
| Tambogrande                          | 126 381   | Gabriel Madrid Orúe            |                  | Seguridad y Prosperidad             | Alfredo Rengifo Navarrete   |                  | Solidaridad Nacional             |
| Coronel Gregorio Albarracín Lanchipa | 120 696   | Juan Seminario Machuca         |                  | Siempre Tacna                       | Freddy Huashualdo Huanacuni |                  | Todos por el Perú                |
| San Borja                            | 116 700   | Marco Álvarez Vargas           |                  | Partido Popular Cristiano           | Alberto Tejada Noriega      |                  | Acción Popular                   |
| Yarinacocha                          | 101 000   | Julio Valera Silva             |                  | Cambio Ucayalino                    | Jerly Díaz Chota            |                  | Alianza para el Progreso         |
| Surquillo                            | 95 616    | José Huamaní Gonzales          |                  | Partido Popular Cristiano           | Giancarlo Casassa Sánchez   |                  | Partido Popular Cristiano        |
| Cayma                                | 94 840    | Harberth Zúñiga Herrera        |                  | Arequipa Renace                     | Jaime Chávez Flores         |                  | Juntos por el Desarrollo         |
| Lurín                                | 89 112    | José Arakaki Nakamine          |                  | Solidaridad Nacional                | Jorge Marticorena Cuba      |                  | Somos Perú                       |
| Miraflores                           | 85 800    | Jorge Muñoz Wells              |                  | Somos Perú                          | Luis Molina Arles           |                  | Solidaridad Nacional             |
| Alto Selva Alegre                    | 85 139    | Omar Candia Aguilar            |                  | Arequipa Renace                     | Samuel Tarqui Mamani        |                  | Arequipa Avancemos               |
| Manantay                             | 82 980    | Julio Gómez Romero             |                  | Todos Somos Ucayali                 | Víctor López Ríos           |                  | Alianza para el Progreso         |
| Pueblo Libre                         | 79 672    | Jhonel Leguía Jamis            |                  | Solidaridad Nacional                | Stephen Haas del Carpio     |                  | Acción Popular                   |
| Breña                                | 79 474    | Ángel Wu Huapaya               |                  | Solidaridad Nacional                | José Li Bravo               |                  | Acción Popular                   |
| Belén                                | 77 780    | Richard Vásquez Salazar        |                  | Movimiento Integración Loretana     | Gerson Lecca García         |                  | Restauración Nacional            |
| Bellavista                           | 74 869    | Iván Rivadeneyra Medina        |                  | Chim Pum Callao                     | Daniel Malpartida Filio     |                  | Por Ti Callao                    |
| Jesús María                          | 74 700    | Carlos Bringas Claeyssen       |                  | Solidaridad Nacional                | Jorge Quintana García Godos |                  | Acción Popular                   |
| Independencia                        | 74 681    | Eloy Alzamora Morales          |                  | Juntos por Huaraz                   | Fidencio Sánchez Caururo    |                  | Siempre Unidos                   |
| Huanchaco                            | 70 616    | José Ruiz Vega                 |                  | Alianza para el Progreso            | Estay García Castillo       |                  | Fuerza Popular                   |
| Pueblo Nuevo                         | 62 866    | Lourdes Ormeño de Peña         |                  | Partido Regionalista de Integración | Bertha Peña Ormeño          |                  | Avanza País                      |
| La Perla                             | 61 304    | Patricia Chirinos Venegas      |                  | Chim Pum Callao                     | Aníbal Jara Aguirre         |                  | Por Ti Callao                    |
| Mi Perú                              | 61 280    | Reynaldo Encalada Tovar        |                  | Alianza para el Progreso            | Williams Santamaría Valdera |                  | Por Ti Callao                    |
| San Luis                             | 60 292    | Ronald Fuertes Vega            |                  | Somos Perú                          | David Rojas Maza            |                  | Acción Popular                   |
| Magdalena del Mar                    | 57 212    | Francis Allison Oyague         |                  | Magdalena Avanza                    | Carlomagno Chacón Gómez     |                  | Acción Popular                   |
| San Isidro                           | 56 740    | Manuel Velarde Dellepiane      |                  | Partido Popular Cristiano           | Augusto Cáceres Viñas       |                  | Acción Popular                   |
| Parcona                              | 56 350    | José Gálvez Chávez             |                  | Obras por la Modernidad             | José Choque Gutiérrez       |                  | Avanza País                      |
| Lince                                | 52 576    | Fortunato Príncipe Laines      |                  | Solidaridad Nacional                | Vicente Amable Escalante    |                  | Acción Popular                   |
| Miraflores                           | 50 288    | Germán Torres Chambi           |                  | Fuerza Arequipeña                   | Luis Aguirre Chávez         |                  | Partido Aprista Peruano          |
| Cieneguilla                          | 49 280    | Emilio Chávez Huaringa         |                  | Partido Popular Cristiano           | Edwin Subileti Areche       |                  | Democracia Directa               |
| Mórrope                              | 47 141    | Gustavo Cajusol Chapoñan       |                  | Alianza para el Progreso            | Nery Castillo Santamaría    |                  | Partido Aprista Peruano          |
| Chaclacayo                           | 45 458    | Miguel Aponte Jurado           |                  | Siempre Unidos                      | Manuel Campos Sologuren     |                  | Alianza para el Progreso         |
| Ancón                                | 45 409    | Felipe Arakaki Shapiama        |                  | Siempre Unidos                      | Pedro Barrera Bernui        |                  | Somos Perú                       |